# برج ژونگیوان
برج ژونگیوان (چینی: 中原福塔) برجی است که در شهر ژنگژو، کشور چین قرار دارد. این برج ۳۸۸ متر ارتفاع دارد.